# 福田镇 (上栗县)
福田镇，是中华人民共和国江西省萍乡市上栗县下辖的一个乡镇级行政单位。

## 行政区划
福田镇下辖以下地区：
福田社区、硖石社区、福田村、双源村、明山村、长安村、长塘村、边塘村、战山村、跃星村、大宇村、连陂村、田中村、硖石村、山田村和清泉村。